# Liza Manili
Ne doit pas être confondu avec Liza Minnelli.
Liza Manili est une actrice, chanteuse et réalisatrice française, née le 17 juillet 1986 à Strasbourg.

## Biographie
Liza Manili est née d'un père musicien à Strasbourg. Repérée à 16 ans par un photographe, elle commence une carrière de mannequin. À 17 ans, pendant un an, elle fait les allers-retours entre sa ville natale et Paris, ville qui la fait rêver, dans laquelle elle finit par poser ses valises. Ces multiples voyages lui inspireront plus tard une chanson Le petit train.E
En 2009, elle chante Les Restes sur l'album Cheesecake de Séverin. En 2010, elle signe chez EMI. À la suite de la sortie de son clip Christopher Williams en octobre 2011, elle sort son premier EP le 21 novembre 2011. Elle enregistre son premier album à Paris au Studio Gang, le studio mythique de Michel Berger. L'album, réalisé par Séverin et Julien Delfaud, sort dans les bacs le 4 juin 2012.
Par ailleurs, elle apparait dans les premiers clips du groupe français Revolver
En 2006, elle décroche son premier rôle dans la mini-série Petits Meurtres en famille. Elle multiplie les rôles dans des films et téléfilms. En 2011, elle interprète le lieutenant Julie Fabian dans la série Deux flics sur les docks aux côtés de Bruno Solo et Jean-Marc Barr jusqu’en 2016. Elle tourne avec Cédric Klapish, pour le court métrage La chose sûre et écrit une chanson qu’elle interprète pour la  fin du film.
En 2021, elle produit et réalise  une série documentaire de cinq épisodes PMA pour mon miracle sur le thème du parcours de la PMA, diffusée en format court sur les réseaux sociaux.
Elle sort en décembre 2021 la première d’une série de chansons intitulée Arrêtons nous quand ça blesse  aux côtés de Séverin en tant que compositeur, producteur. Elle assurera le montage du clip sorti à la même date et réalisé par Dorothée Perkins.

## Filmographie

### Cinéma
- 2004 : Sad Day, court-métrage de Mark Maggiori : Sarah
- 2008 : Nos 18 ans de Frédéric Berthe : Alice
- 2011 : Ma part du gâteau de Cédric Klapisch : Baby-sitter Paris
- 2013 : La Chose Sûre, court-métrage de Cédric Klapisch

### Télévision
- 2006 : Petits Meurtres en famille (mini-série) : Alix
- 2007 : Madame Hollywood (mini-série) : Tamara
- 2009 : Ticket Gagnant, téléfilm de Julien Weil : Eva Leclerc
- 2010 : Docteur Tom, conte musical de Franck Langolff réalisé par Tristan Carné, chanson Le Verdict
- 2011 : Les Invincibles (série TV) : Mélanie (3 épisodes)
- 2011-2016 : Deux flics sur les docks (série TV) : Lieutenant Julie Fabian
- 2012 : Interdits d'enfants, téléfilm de Jacques Renard : Nytia Delvoye

### Réalisation

#### Documentaire
- 2021 : PMA pour mon miracle, mini série documentaire de Liza Manili.

## Discographie

### Single
- 2012 : L'Éclipse (sortie le 30 janvier 2012)
- 2013 : J'ai Toujours aimé (sortie le 12 juillet 2013)
- 2021 : Arrêtons-nous quand ça blesse (sortie le 13 décembre 2021)

### Collaborations
- 2009 : Soundtrack to falling in Love, titre en duo avec Charlie Winston sur l'album Hobo
- 2009 : Les Restes, titre de l'album Cheesecake de Séverin
- 2010 : Le Verdict, chanson du conte musical Docteur Tom de Franck Langolff
- 2010 : Free, duo avec Graffiti6
- 2013 : Mauvaise Mine, duo avec Lafayette